# Alvin Dark
Alvin Ralph Dark (Comanche, Oklahoma, 7 de enero de 1922-Easley, Carolina del Sur, 13 de noviembre de 2014), más conocido como Alvin Dark, fue un jugador profesional estadounidense de béisbol que se desempeñó en la posición de campocorto en las Grandes Ligas de Béisbol (MLB). Logró obtener el premio Novato del Año.

## Carrera
Dark jugó como profesional tres temporadas en Boston Braves (1946, 1948-1949), después pasó por varios equipos, New York Giants (1950-1956), St. Louis Cardinals (1956-1958), Chicago Cubs (1958-1959), Philadelphia Phillies (1960), y finalmente, se unió a Milwaukee Braves, donde jugó una temporada (1960), y fue el equipo en el que se retiró.

## Premios
En 1948, fue galardonado con el premio Novato del Año.